# Decreet (staatsrecht)
Een decreet is een uitgevaardigde opdracht die is gemaakt door een regeringsleider, regering of parlement en die de status van wet heeft. De naam die hiervoor wordt gebruikt varieert van land tot land.

## België
Een decreet is in België de benaming van een wet in formele zin op het bestuursniveau van de gemeenschappen en de meeste gewesten. Een decreet heeft de kracht van een wet en staat daarmee in de normenhiërarchie op gelijke hoogte. Voor het betreffende grondgebied kan een decreet (oude) wetten die gewest- of gemeenschapsaangelegenheden regelen opheffen, aanvullen, wijzigen of vervangen. (art. 19, BWHI)
De Vlaamse Gemeenschap, de Franse Gemeenschap, de Duitstalige Gemeenschap en de Franse Gemeenschapscommissie (in Brussel) kunnen decreten uitvaardigen (zie Art. 127 GW).
Op het vlak van de gewesten ligt het iets moeilijker: het Vlaams en het Waals Gewest vaardigen decreten uit op basis van Art. 134 GW en de Bijzondere Wet op de Hervorming van de Instellingen.
In het Brussels Hoofdstedelijk Gewest daarentegen worden geen decreten uitgevaardigd, maar ordonnanties (uit het Frans: ordonnances), op basis van Art. 134 GW en de Bijzondere Brusselwet. Zij verschillen van decreten door de mogelijkheid van rechterlijk toezicht en de mogelijkheid voor de federale overheid om in te grijpen op bepaalde domeinen.
Decreten en ordonnanties worden gepubliceerd in het Belgisch Staatsblad. Decreten van het Vlaams Parlement zijn Nederlandstalig (met Franse vertaling) en decreten van het Parlement van de Duitstalige Gemeenschap zijn Duitstalig (met Nederlandse en Franse vertaling). Decreten van het Waals Parlement en het Parlement van de Franse Gemeenschap zijn Franstalig en voorzien van een Nederlandse vertaling. Decreten van het Waals Parlement worden tevens vertaald naar het Duits. Ordonnanties van het Brussels Hoofdstedelijk Parlement zijn tweetalig: de Nederlandse en Franse tekst worden tegenover elkaar geplaatst.
Decreten van het Parlement van de Duitstalige Gemeenschap worden tevens gepubliceerd in het 'Memorial des Parlaments der deutschsprachigen Gemeinschaft'.
Wetten aangenomen door het Nationaal Congres hebben ook de benaming decreet.

## Nederland
In Nederland wordt sinds de stichting van het Verenigd Koninkrijk der Nederlanden in plaats van "decreet" de term koninklijk besluit gebruikt. Hieronder vallen de algemene maatregel van bestuur (AMvB) en het "klein koninklijk besluit" (KB). Het verschil tussen beide is dat bij een AMvB de Raad van State moet worden gehoord en bij een KB niet. Een koninklijk besluit is in Nederland geen wet in formele zin. Dat wil zeggen dat het niet vooraf door het parlement hoeft te worden goedgekeurd. Dergelijke, lagere regelgeving heet 'wet in materiële zin' en kan als regel alleen worden uitgevaardigd als een formele wet daartoe de bevoegdheid geeft. Veel wetten hebben kaderbepalingen waarvan de details bij AMvB, KB of ministeriële regeling worden geregeld. Voorschriften, door straffen te handhaven kunnen bij  AMvB alleen worden gegeven krachtens een wet in formele zin.  

## Frankrijk
Ook in Frankrijk kent men decreten als legislatieve akten. Daar worden met die term de legislatieve akten die uitgaan van de regering benoemd. Deze zijn in Frankrijk erg talrijk, aangezien de regering daar verregaande wetgevende bevoegdheden heeft.

## Rusland
Na de Russische Revolutie werd een proclamatie van grote betekenis die werd uitgevaardigd door de overheid in Rusland en de Sovjet-Unie een decreet (Russisch: декрет; dekret) genoemd en werden meer specifieke decreten oekazes genoemd. Beide namen werden meestal vertaald als 'decreet' (al is het woord oekaze ook opgenomen in de Nederlandse taal). De Grondwet van de Russische Federatie uit 1993 noemt een oekaze een presidentieel decreet. Dergelijke decreten hebben de kracht van wetten, maar mogen de grondwet of de regelgeving rond bestaande wetten niet wijzigen en kunnen worden overtroffen door wetten vanuit de Federatieve Vergadering van Rusland (Staatsdoema en Federatieraad).

## Verenigde Staten
In de Verenigde Staten zijn er de executive order van de president en de state executive order van de gouverneur van een staat.

## Voorbeelden
- Bosdecreet (Vlaamse Overheid)
- Decreet Basismobiliteit (Vlaamse overheid)
- Decreet omtrent het Centrum voor Leerlingenbegeleiding (Vlaamse overheid)
- Decreet tegen algehele anti-conceptie (Roemeense overheid onder dictator Nicolae Ceauşescu)
- Decreet van 13 juli 2001 Integraal Cultuurbeleid (Vlaamse overheid)
- Jachtdecreet (Vlaamse Overheid)
- Milieuhandhavingsdecreet (Vlaamse Overheid)

Nationaal recht